# Efect retroactiv (Star Trek: Voyager)
„Efect retroactiv” (titlu original: „Ex Post Facto”) este al 8-lea episod din primul sezon al serialului TV american SF Star Trek: Voyager. A avut premiera la 27 februarie 1995  pe canalul UPN.

## Prezentare
Tom Paris este condamnat pentru crimă într-o lume extraterestră, iar pedeapsa lui este să retrăiască crima din punctul de vedere al victimei la fiecare 14 ore. 

## Rezumat
În timp ce se afla într-o vizită pe planeta natală a Baneanilor, locotenentul Tom Paris este condamnat pentru asasinarea fizicianului Tolen Ren. Ca pedeapsă, el trebuie să retrăiască ultimele clipe ale lui Ren la fiecare 14 ore. Pe măsură ce memoria lui Ren revine în mintea lui Paris, el se vede cu soția lui Ren înainte să-l înjunghie pe Ren în sufragerie.
Voyager află de soarta lui Paris după ce Harry Kim se întoarce pe navă. Kim povestește că Ren l-a ajutat pe el și pe Paris cu un echipament deteriorat și i-a invitat la cină la el acasă. În timp ce era acolo, Paris s-a plictisit și a petrecut ceva timp cu tânăra soție a lui Tolen, Lidell Ren. Curând după aceea, Tolen a fost înjunghiat în camera de zi în fața soției, Lidell. Paris a fost arestat și Kim forțat să plece fără el.
Voyager se îndreaptă spre lumea natală a Baneanilor și în curând ajung în ciuda întâlnirii cu Numirii, o altă rasă spațială cu care se confruntă Banenaii. Baneanii îi permit căpitanului Kathryn Janeway să-l vadă pe Paris, care neagă uciderea lui Tolen, chiar dacă a petrecut ceva timp cu Lidell. Imediat după aceea, Paris retrăiește din nou memoria lui Ren și își pierde cunoștința. Echipajul de pe Voyager descoperă că Paris suferă de efectele negative ale tratamentului, iar ministrul Banean le permite să-l ducă pe Paris pe navă pentru îngrijiri medicale, la sfatul medicului banean care a implantat memoria lui Ren în capul lui Paris.
Curând după aceea, șeful securității de pe Voyager, Tuvok, începe să investigheze crima. El decide că trebuie să-și contopească mintea cu a lui Parisul pentru a vedea amintirile lui Ren. În timp ce face acest lucru, Tuvok observă scrierea extraterestră suprapusă peste viziuni. Din amintiri, Tuvok stabilește că Paris este nevinovat, recunoscând că diferența de înălțime dintre Paris și Lidell în memorie este diferită de realitate, iar criminalul trebuie să fi avut cunoștințe despre anatomia baneană pentru a-l ucide pe Ren cu o singură lovitură în inimă. Tuvok dezvăluie că glifele ciudate din memorie sunt informații tehnice confidențiale importante pentru efortul de război banean împotriva rasei Numiri. Medicul banean, care este iubitul lui Lidell, a modificat implanturile de memorie pentru a-l implica pe Paris și să-l folosească ca mijloc de contrabandă a atacatorilor Numiri. Lidell și medicul sunt arestați de autoritățile banene, iar memoria implantată în Paris este îndepărtată.